# Wilhelm Brusch
Wilhelm Brusch (ur. 1893, zm.?) – zbrodniarz hitlerowski, członek załogi obozu koncentracyjnego Flossenbürg i SS-Oberscharführer.

## Życiorys
Członek Waffen-SS, należał do załogi Flossenbürga od 22 maja 1944 do kwietnia 1945 roku. Sprawował stanowisko komendanta podobozu Wolkenburg, z którego dowodził również marszem śmierci. Brusch mordował wówczas więźniów, którzy nie byli zdolni do dalszego marszu.
W pierwszym procesie załogi Flossenbürga Wilhelm Brusch został skazany na karę śmierci przez amerykański Trybunał Wojskowy w Dachau. Wyrok zamieniono jednak w akcie łaski na dożywotnie pozbawienie wolności.